# Piergiorgio Bellocchio
Piergiorgio Bellocchio (Piacenza, 15 dicembre 1931 – Piacenza, 18 aprile 2022) è stato un critico letterario e scrittore italiano.

## Biografia
Fondatore, insieme a Grazia Cherchi e Augusto Vegezzi nel 1962 della rivista Quaderni piacentini, che ha animato fino alla chiusura, ha vinto con i racconti I piacevoli servi (Mondadori, Milano 1966) il premio Pozzale di Empoli. Nel 1969 è stato il primo direttore responsabile di Lotta Continua, organo ufficiale dell'omonima formazione extraparlamentare, non ne seguì però l'evoluzione redazionale.
Dal 1977 al 1980 ha diretto la casa editrice Gulliver di Milano; nel 1985 ha fondato, con Alfonso Berardinelli, la rivista letteraria Diario. Nel 1995 fu perito di Susanna Tamaro nella causa intentata contro Daniele Luttazzi, la cui parodia, Va' dove ti porta il clito, era accusata di essere un plagio. Il ricorso fu respinto dai giudici.
Fratello del regista Marco Bellocchio, viveva a Piacenza, dove è poi morto nel 2022 all'età di 90 anni.

## Pensiero sociale
Da critico sociale marxista, Bellocchio riteneva che il consumismo avesse sconfitto definitivamente il comunismo e le sue lotte, a suo dire troppo ideologiche nel portare avanti la lotta in fabbrica e troppo poco "sociali". Così come non riteneva la liberazione sessuale una vera liberazione, ma un prodotto del consumismo e un'industria.

## Opere
- I piacevoli servi, Milano, A. Mondadori, 1966.
- Dalla parte del torto, Torino, Einaudi, 1989, ISBN 88-06-11621-5.
- Eventualmente, Milano, Rizzoli, 1993, ISBN 88-17-84244-3.
- L'astuzia delle passioni (1962-1983), Milano, Rizzoli, 1995, ISBN 88-17-84322-9.
- Oggetti smarriti, Milano, Baldini & Castoldi, 1996, ISBN 88-85987-55-9.
- Al di sotto della mischia. Satire e saggi, Milano, Scheiwiller, 2007, ISBN 978-88-7644-544-6.
- Diario. Rivista di Piergiorgio Bellocchio e Alfonso Berardinelli (1985-1993), riproduzione fotografica integrale, Macerata, Quodlibet, 2010, ISBN 978-88-7462-279-5.
- Un seme di umanità. Note di letteratura, Macerata, Quodlibet, 2020, ISBN 978-88-229-0360-0.
- Diario del Novecento, a cura di Gianni D'Amo, Milano, Il Saggiatore, 2022, ISBN 978-88-428-3152-5.